# Église de la Nativité de Rochefort-sur-Brévon
L'église de la Nativité est une église catholique située à Rochefort-sur-Brévon dans le département de la Côte-d'Or, en France.

## Localisation
L'église est située dans la commune de Rochefort-sur-Brévon en Côte-d'Or.

## Historique
Cette église est bâtie entre la fin du XIIe siècle et le début du XIIIe siècle, puis remaniée au XVIe siècle.

## Description

### Architecture
Le plan en croix latine avec un faux transept délimité par deux arcs brisés est traditionnel des sanctuaires ruraux romans :  une nef unique couverte d’un plafond porté par des poutres et un chœur plus étroit, à chevet plat, couvert d’une voûte en berceau brisé.
La porte principale, plus ancienne, pourrait résulter du réemploi de matériaux d’un édifice antérieur. La tour de clocher est surélevée par un beffroi au XIXe siècle.

### Mobilier
- Les peintures murales du XVIe siècle qui ornent l'église s'apparentent au style en vigueur sous Henri II[2].
- Un batisphère remarquable.

## Protection
L'église de la Nativité est inscrite aux monuments historiques par arrêté du 10 septembre 2001.